# Murray (Australia)

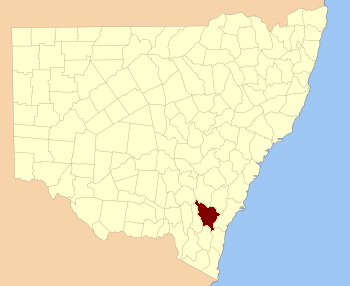
Localización del condado en el estado.

Murray es un condado de Nueva Gales del Sur, Australia. Fue uno de los diecinueve condados originales del estado y es ahora uno de los 141 condados de Nueva Gales del Sur. Incluía un área que hoy es parte de Camberra hasta el lago George y el pueblo de Yass.
El nombre de este condado es en honor al oficial del Ejército Británico George Murray.
- Datos: Q6939179